# Страта Флорида
Стра́та Фло́рида (лат. Strata Florida, валл. Ystrad Fflur) — ранее существовавший цистерцианский монастырь возле деревни Понтридвендигайд, недалеко от города Трегарон в графстве Кередигион, Уэльс. Сейчас монастырь в основном лежит в руинах. Развалины главной церкви охраняются Cadw (агентством по сохранению культурного наследия Уэльса). Рядом с церковью находится кладбище, до сих пор действующее. Традиционно считается, что там же похоронен величайший валлийский поэт Давид ап Гвилим, которому неподалёку установлен памятник. В Страта Флорида похоронены также многие представители правящей династии королевства Дехейбарт.
Единственное значительное строение, сохранившееся до этих дней, — входная арка, то есть остатки западного входа в главную церковь монастыря. Правда, сейчас можно видеть также развалины стен самой церкви и шести часовен. В небольшом современном строении выставлены остатки средневековых изразцов, включая известное изображение человека, смотрящегося в зеркало.
Относительно основания монастыря существует некоторая неясность. Первыми его насельниками стали монахи монастыря Уитленд. Первые строения были возведены недалеко от нынешнего места на берегах реки Флир (от которой монастырь и получил своё название). Сейчас на том месте поля, но существует рассказы о громадных камнях, которые выкапывали из земли на первоначальном месте, известном теперь как Хен-Винахлог («Старый монастырь»). Однако рассказы эти не получили пока материального подтверждения. Считается, что монастырь Страта Флорида основан около 1164 года при поддержке Роберта Фиц-Стефана. Однако вскоре за этим последовало возвращение Кередигиона под руку Дехейбарта, и непосредственное возведение и расцвет аббатства произошли под покровительством Лорда Риса. В 1184 Рис выпустил хартию, подтверждавшую покровительство Дехейбарта над аббатством.
Церковь была освящена в 1201 году. Страта Флорида быстро набрал вес на культурной и политической сцене Уэльса. В 1238 году Лливелин Великий провёл здесь собор, где прочие валлийские правители принесли ему присягу. Аббатству принадлежали фермы по всему Уэльсу. Вероятно, именно в Истрад-Флир были переписаны Белая Книга Ридерха и Хендрегадредская рукопись.
В правление Генриха VIII монастырь был лишён своих земель и, в конце концов, разрушен. Трапезная и келейные корпуса были перестроены в жилые строения, принадлежавшие разным семьям местных дворян.